# Marca de Austria
Marca de Austria a fost o marcă în Sfântul Imperiu Roman de Națiune Germană, situată pe malul Dunării în estul Ducatului Bavariei, învecinat cu Regatul Ungariei. Marca de Austria (numită la început Marcha orientalis și Orientalis marcha Baivarie) a fost creată de împăratul Otto al II-lea la 21 iulie 976 cu ocazia înfeudării contelui Leopold I - o rudă a familiei nobiliare conducătoare a Bavariei. Cu Leopold I a început stăpânirea Casei de Babenberg în Austria, care a durat 270 de ani. Reședința conducătorilor Mărcii de Austria a fost Viena. Teritoriul mărcii a fost condus inițial de ducii Bavariei. Marca a  devenit ducat în 1156. Ducatul Austriei a constituit originea și baza teritoriilor ereditare ale Casei de Habsburg.

## Originea denumirii
În limba latină Marca de Austria se numea marcha Orientalis ori marcha Austriae. Denumirea în limba germană veche, Ostarrîchi, apare abia în 996 în documentul unei donații a împăratului romano-german, de la care a provenit Österreich - denumirea în limba germană a Austriei în prezent. Mai târziu, pentru a putea fi deosebită de marca estică saxonă, aceasta este denumită marca estică bavareză.

## Istoric

Steagul Casei de Babenberg

Primele mărci stabilite pe teritoriul actualele state Austria și Slovenia, au fost marca avară și marca de Carintia. Stabilite amândouă spre sfârșitul secolului al VIII-lea de Carol cel Mare cu scopul apărării Imperiului Franc de invadatorii avari. Statul avar este distrus în 820, iar locul acestora este ocupat de slavi care stabilesc formațiuni statale. Principatele Nitra și Moravia se unesc formând Moravia Mare împotriva căreia se va crea Marca de Pannonia. Dar cele două sunt distruse în secolul al X-lea de hoardele maghiarilor, ce vor amenința și jefui Sfântul Imperiu Roman de Națiune Germană.
Dar în 955, în urma bătăliei de la Lechfeld, împăratul german Otto I a recucerit fostele teritorii, cu excepția Panoniei de Jos, pierdute în fața maghiarilor. Fiind o perioadă obscură, nu se cunoaște exact, dar se crede că împotriva maghiarilor s-a constituit o marcă panonică sau austriacă alături de altele conduse de ducii bavarezi.
Marca situată în estul Bavariei, a apărut din dorința împăratului Otto al II-lea în 976 cu care l-a înfeudat pe Leopold I cel Ilustru din Casa de Babenberg. Sub Leopold al III-lea, prieten al Bisericii Catolice, marca cunoaște o dezvoltare largă și devine independentă. În 1139 Leopold al IV-lea a moștenit ducatul Bavaria. Austria a fost ridicată la rangul de ducat independent în 1156. Casa de Babenberg a domnit  și peste ducatul Stiriei, dar această familie a disparut în 1246. Casa de Habsburg, după ce l-a înfrânt pe Ottokar al II-lea, a moștenit ducatul Austriei.